# Dorfkirche Gräfendorf (Niederer Fläming)

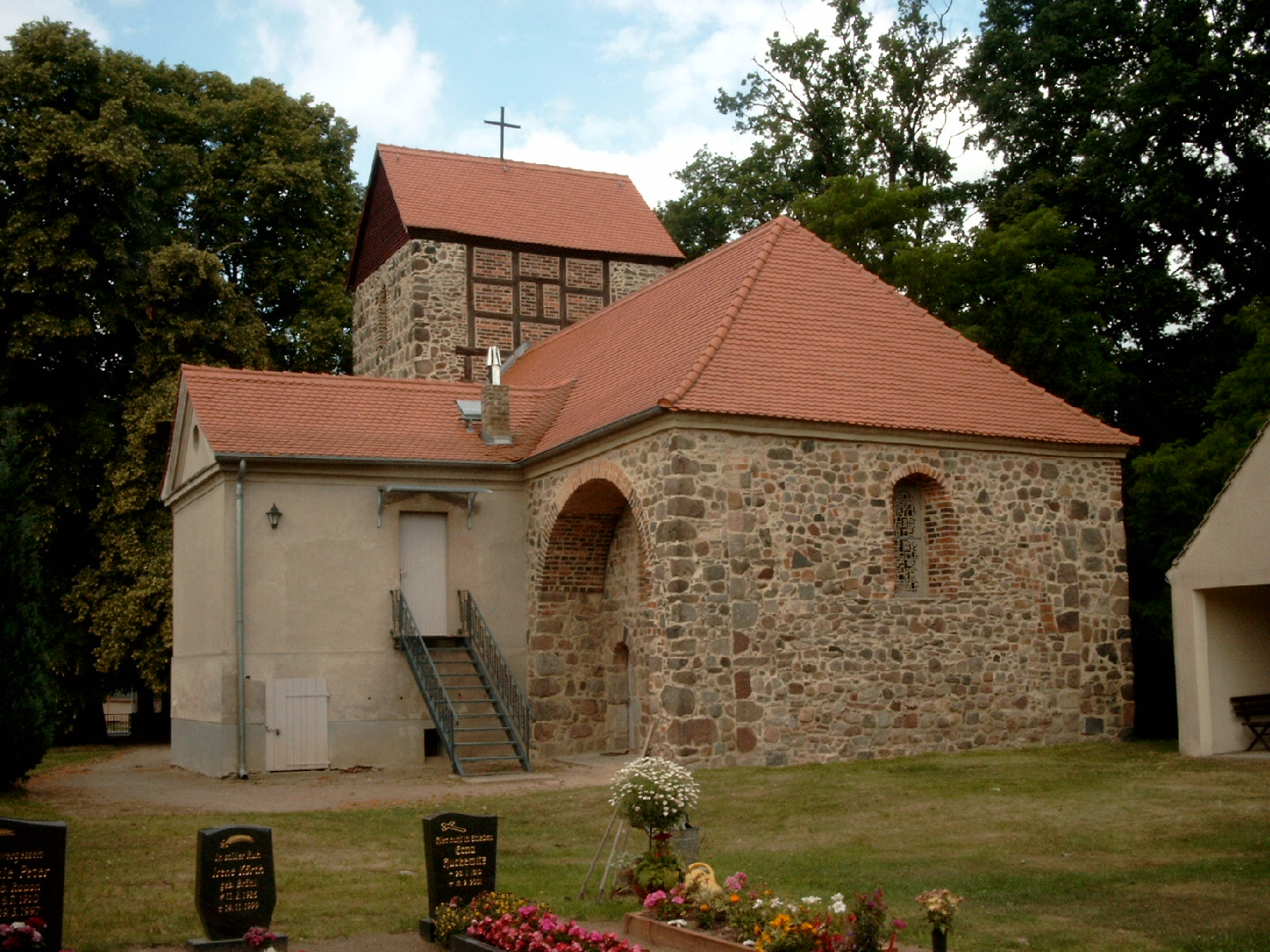
Dorfkirche Gräfendorf

Die evangelische Dorfkirche Gräfendorf ist eine spätromanische Feldsteinkirche in Gräfendorf, einem Ortsteil der Gemeinde Niederer Fläming im Landkreis Teltow-Fläming im Land Brandenburg. Die Kirchengemeinde gehört zum Kirchenkreis Zossen-Fläming der Evangelischen Kirche Berlin-Brandenburg-schlesische Oberlausitz.

## Lage
Die Kreisstraße 7209 führt als Dorfstraße in Nord-Süd-Richtung durch den Ort. Dort zweigt sie nach Westen hin ab. Die Kirche steht inmitten des historischen Zentrums östlich dieser Straße auf einem Grundstück mit einem Kirchfriedhof, der mit einer Mauer aus unbehauenen und nicht lagig geschichteten Feldsteinen eingefriedet ist.

## Geschichte
Das Bauwerk entstand in der ersten Hälfte des 13. Jahrhunderts bestehend auf Chor und Kirchenschiff. Das Brandenburgische Landesamt für Denkmalpflege und Archäologische Landesmuseum (BLDAM) vermutet, dass der Kirchturm erst um 1300 angebaut wurde. Nach dem Dreißigjährigen Krieg wurden die östlichen Bauteile 1697 erneuert und das Bauwerk mit einem einheitlichen Dach ausgestaltet. Die Apsis wurde abgebrochen und die Chorwände mit vorgesetzten Arkaden verstärkt. Südlich entstand eine Loge, die in der Neuzeit als Gemeinderaum genutzt wird. Der Innenraum wurde 1960 neu gestaltet.

## Baubeschreibung

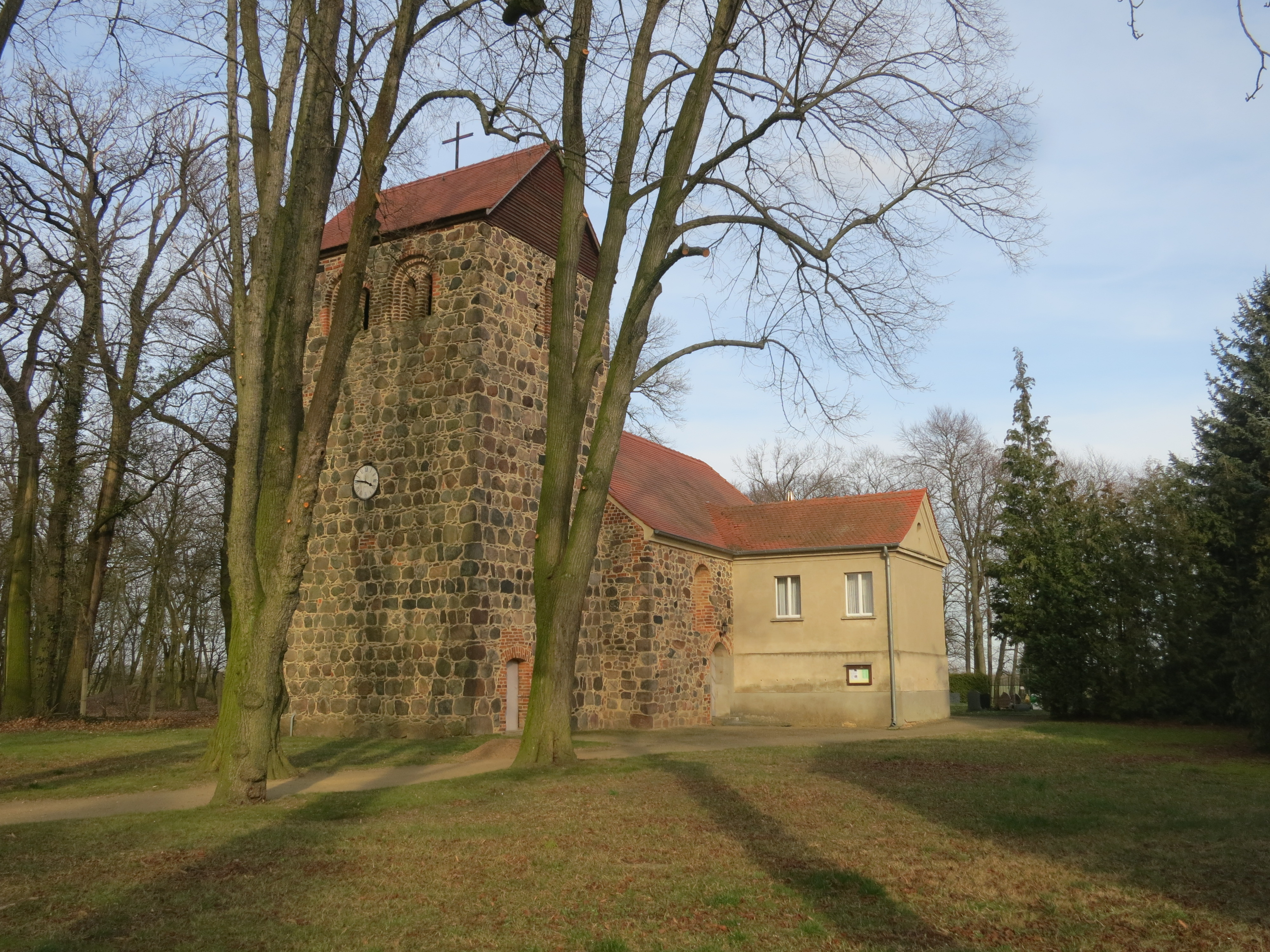
Ansicht von Südwesten

Das Bauwerk wurde im Wesentlichen aus Feldsteinen errichtet, die unbehauen und nicht lagig geschichtet wurden. An der Ostwand des Chors sind die Reste der abgebrochenen Apsis erkennbar. Mittig ist ein Rundbogenfenster, dessen Laibung aus rötlichen Mauersteinen errichtet wurde. An der Nord- und Südseite sind mächtige Arkadenbögen, die dem Bauwerk die erforderliche Stabilität geben. An der Südseite ist eine Priesterpforte aus der Bauzeit erhalten geblieben.
Daran schließt sich das Kirchenschiff an. Es ist nicht einzogen und hat einen rechteckigen Grundriss. An seiner Südseite ist eine Patronatsloge mit einem ebenfalls rechteckigen Grundriss. Sie kann durch eine Treppe von der Ostseite her betreten werden. Im südlichen Giebel ist ein Ochsenauge. An der Nordseite sind zwei schlichte, rechteckige Fenster. An der Südseite des Langhauses ist weiterhin ein großes Rundbogenfenster, darunter eine Gemeindepforte.
Der Kirchturm ist querrechteckig und gegenüber dem Schiff eingezogen. Er besitzt an seiner Südseite eine kleine Pforte und ist ansonsten fensterlos. Mittig an der Westseite ist eine Turmuhr. Oberhalb erhebt sich das Glockengeschoss mit je zwei rundbogenförmigen, gemauerten Blenden an der Westseite, in die je zwei gekuppelte Klangarkaden eingebaut wurden. Die Ostseite ist teilweise aus Fachwerk errichtet und besitzt keine Öffnungen. An der Nord- und Südseite ist lediglich eine Blende mit Klangarkaden. Die beiden Giebel sind verbrettert. Darüber ist ein schlichtes, quergestelltes Satteldach, das mit einem Kreuz abschließt.

## Ausstattung
Die Kirchenausstattung, darunter der Altar, die Mensa, die Kanzel sowie die Fünte stammen einheitlich aus den 1960er Jahren. Zur weiteren Ausstattung gehören sechs Wandleuchter sowie Buntglasfenster in der Altarwand. Bereits 1900 hatte die damalige Patronatsfamilie Salomon wertvolles Inventar gespendet.
Im Außenbereich erinnern zwei Epitaphe von A. Conrad aus Torgau an den 1810 verstorbenen Gutsherrn und Kirchenpatron, Major, Carl (Karl) Heinrich von Thümen sowie an seine 1850 verstorbene Ehefrau Antonie Armgard Ernestine von Thümen, geborene Gräfin von Hohenthal.